# Семітологія
Семітологія - це розділ порівняльного мовознавства, що займається семітськими мовами, які є гілкою афразійської макросім'ї.
Семітологія є академічною дисципліною, засновниками якої вважаються  Теодор Нельдеке і Карл Броккельман. Викладається у багатьох університетах світу.

## Історія досліджень
Дослідження цих мов почалося досить рано - ще філологи раннього середньовіччя проводили граматичні вивчення і порівняння арабської, староєврейської та  арамейских мов. Зазвичай, метою таких робіт було бажання краще читати і розуміти різну релігійну літературу. Арабські граматисти VIII століття - Сибавейхі, Халіль аль-Фарагіді, IX століття - аль-Асмаї; сирійські граматисти VII століття - Яків Едеський, XI століття - Ілля Тірханський, XII століття - Яків бар Ебрей; єврейські граматисти X-XI століть - Єгуда бен Давид Хаюдж, Ібн Джанні, Йегуда ібн Курайш, Ібн Барун, XII-XIII століть - Давид Кімхі. Деякий вплив на праці з семітології, яка тільки зароджувалася, надавали візантійські граматисти.
У Європі вивчення мов семітської гілки почалося в епоху класичного гуманізму (XV-XVI століття), видними дослідниками які займалися цим питанням були Й. Рейхлін, І. Буксторф Старший, Ю. Ц. Скалігер. У своїх роботах вони зазвичай використовували єврейську мовознавчу традицію . У XVII-XVIII століттях голландські вчені поклали початок арабістики, в XVIII столітті французький абат Ж. Бартелемі розшифрував фінікійські написи, в XIX столітті видаються найважливіші граматики, словники, історичні огляди, каталоги й критичні видання рукописів, склепіння епіграфічних пам'ятників, в тому числі «Corpus Inscriptionum Semiticarum» (з 1881 р, Париж).
До кінця XIX століття виділяються в окремі дисципліни ассиріологія і арабістика, сама семітологія в цей час була допоміжною дисципліною до біблеїстики. Найбільш значимі німецькі дослідники періоду - Т. Нельдеке, В. Гезеніус (давньоєврейський словник і граматика),  Ю. Вельхаузен, Р. Киттель (біблеїстика), Ф. Преторіус і К. Ф. А. Дильман (ефіопістика),  М. Лідзбарський (епіграф), К. Броккельман (порівняльна граматика семітських мов); французькі вчені - А. І. Сильвестр де Сасі, Е. М. Катрмер; угорський вчений - І. Гольдцієр (арабістика).
У XX столітті вивчення семітських мов розвивається на базі нового матеріалу, зібраного численними науковими експедиціями, в 1947 р деякий переворот в біблеїстиці створили знахідки Кумранських рукописів. З 30-х рр. XX століття, в результаті дешифрування писемності Угарита Ш. Віролле і Х. Бауером, виділяється нова гілка семітології - угаристика. Найбільш значущі дослідники XX століття - П. Е. Кале, П. Леандер, Г. Бергштресер, Й. Фрідріх (Німеччина); Дж. Грінберг, І. Дж. Гелб, С. Гордон, В. Лєслав (США); Ж. Кантіно, А. Дюпон-Соммер, М. Коен, Д. Коен (Франція); Г. Р. Драйвер, леді М. Дроуер (Велика Британія); С. Моськаті, Дж. Гарбін, П. Фрондзаролі (Італія), К. Петрачек (Чехословаччина), Й. Айстлейтнер (Угорщина), Е. Бен Єгуда, Х. М. Рабін, Е. Й. Кучер (Ізраїль). В наші дні кафедри семітології існують майже у всіх університетах світу .

## Дисципліни
Арабістика і ассиріологія виділилися з семітології в самостійні дисципліни.
- Арамеїстика
- Біблеїстика
- Гебраїстика
- Сабеїстика
- Угаристика
- Ефіопістика